# 李球 (蜀漢)
李球（？—263年），三國時期季漢將領，李恢侄子，曾任羽林右部督。

## 生平
炎興元年（263年），李球隨諸葛瞻、諸葛尚、張遵、黃崇等人守綿竹抵抗曹魏将领鄧艾，魏兵至城下，臨陣授命，與黃崇等人皆戰死綿竹。